# Pseudohandelia umbellifera
 Pseudohandelia umbellifera   (Boiss.) Tzvelev, 1961 è una specie di piante angiosperme dicotiledoni della famiglia delle Asteraceae, sottofamiglia Asteroideae,  tribù Anthemideae (clade Asian-southern African grade) e sottotribù Handeliinae.  Pseudohandelia umbellifera  è anche l'unica specie del genere  Pseudohandelia  Tzvelev, 1961.

## Etimologia
Il nome generico (Pseudohandelia) deriva dalla parola greca "pseudes" (= falso, ingannevole) e dal nome del genere botanico Handelia.  L'epiteto specifico ( umbellifera) deriva dal latino "umbellatus"; si riferisce alla disposizione dei fiori nell'infiorescenza che nascono da un punto centrale e si dispongono tutti ad una stessa altezza formando così un'ombrella.
Il nome scientifico della specie è stato definito dai botanici Pierre Edmond Boissier (1810-1885) e Nikolai Nikolaievich Tzvelev (1925-2015) nella pubblicazione " Flora URSS (Flora Unionis Rerumpublicarum Sovieticarum Socialisticarum)..." ( Fl. URSS 26: 363) del 1961. Il nome scientifico del genere è stato definito nella stessa pubblicazione.

## Descrizione
Portamento. La specie di questa voce è bienne oppure perenne, con habitus erbaceo. Questa specie è monocarpica (muore dopo la fioritura). L'indumento è formato da peli basifissi aracnoidei.
Fusto. La parte aerea in genere è eretta, semplice o ramosa (non sotto le sinflorescenze), formata da 1 - 4 steli con midollo interno. Le radici sono lunghe e spesse. La base è legnosa e ricoperta dalle foglie basali persistenti. Altezza media: 20 - 100 cm.
Foglie. Le foglie sono disposte in modo alternato. La lamina è del tipo 2-3-pennatosetta. I segmenti finali sono lineari e larghi fino a 0,6 mm, con cuspide cartilaginea. La maggior parte delle superfici sono densamente pelose e aracnoidee. Dimensione delle foglie: 30 × 5 - 6 cm.
Infiorescenza. Le sinflorescenze comprendono capolini raggruppati in densi corimbi o pseudo-ombrelle. Le infiorescenze vere e proprie sono composte da un capolino terminale di tipo discoide omogamo. La struttura dei capolini è quella tipica delle Asteraceae: un peduncolo sorregge un involucro, con forme emisferiche, composto da diverse brattee, al cui interno un ricettacolo fa da base ai fiori di due tipi: fiori del raggio (qui assenti) e fiori del disco. Le brattee, a consistenza erbacea sono pallidamente scariose sui margini, quelle interne sono strette, quelle esterne hanno delle forme oblunghe, sono disposte in modo più o meno embricato su più serie (da 2 a 3). Il ricettacolo da emisferico a conico è privo di pagliette a protezione della base dei fiori. Dimensione degli involucri: 3 - 5 × 6 - 9 mm.
Fiori.  I fiori sono tetra-ciclici (formati cioè da 4 verticilli: calice – corolla – androceo – gineceo) e pentameri (calice e corolla formati da 5 elementi). Si distinguono in:
- fiori del raggio (esterni): sono assenti;
- fiori del disco (centrali): sono più numerosi con forme brevemente tubulose (attinomorfe); sono ermafroditi fertili.

- Formula fiorale (della famiglia):

*/x K {\displaystyle \infty }, [C (5), A (5)], G 2 (infero), achenio
- Calice: i sepali del calice sono ridotti ad una coroncina di squame.

- Corolla: le corolla sono strettamente tubolari con lembo campanulato bruscamente espanso in 5 lobi. Il tubo è ghiandoloso e ricoperto di papille. I colori sono giallo o varianti di giallo.

- Androceo: l'androceo è formato da 5 stami (alternati ai lobi della corolla) sorretti da filamenti generalmente liberi (con collari larghi/snelli); gli stami sono connati e formano un manicotto circondante lo stilo. Le antere sono senza appendici basali; mentre le appendici apicali sono ovate-lanceolate con apice ottuso. Il tessuto endoteciale (rivestimento interno dell'antera) è quasi sempre non polarizzato. Il polline è sferico con un diametro medio di circa 25 micron; è tricolporato (con tre aperture sia di tipo a fessura che tipo isodiametrica o poro) ed è echinato (con punte sporgenti).

- Gineceo: l'ovario è infero uniloculare formato da 2 carpelli. Lo stilo (il recettore del polline) è profondamente bifido (con due stigmi divergenti) e con le linee stigmatiche marginali separate o contigue. I due bracci dello stilo hanno una forma lineare-troncata e possono essere papillosi o ricoperti da ciuffi di peli.

Frutti. I frutti sono degli acheni senza pappo. La forma degli acheni è strettamente cilindrica con sezione trasversale circolare. I fianchi sono percorsi da 4 - 5 coste longitudinali. L'apice è privo di coroncina. Il pericarpo, tubercolato, può avere delle cellule mucillaginifere (le sacche resinose sono sempre assenti). Dimensione degli acheni: 1,8 - 2,4 × ca. 0,3 mm.

## Biologia
Impollinazione: tramite insetti (impollinazione entomogama tramite farfalle diurne e notturne).

Riproduzione: la fecondazione avviene fondamentalmente tramite l'impollinazione dei fiori.

Dispersione: i semi cadono a terra e vengono dispersi soprattutto da insetti come formiche (disseminazione mirmecoria). Un altro tipo di dispersione è zoocoria: gli uncini delle brattee dell'involucro (se presenti) si agganciano ai peli degli animali di passaggio che portano così i semi anche su lunghe distanze. Inoltre per merito del pappo (se presente) il vento può trasportare i semi anche per alcuni chilometri (disseminazione anemocora).

## Distribuzione e habitat
La specie di questa voce è distribuita in Asia centro-occidentale. L'habitat preferito sono i pendii pietrosi, le sabbie e i letti di ghiaia.

## Sistematica
La famiglia di appartenenza di questa voce (Asteraceae o Compositae, nomen conservandum) probabilmente originaria del Sud America, è la più numerosa del mondo vegetale, comprende oltre 23.000 specie distribuite su 1.535 generi, oppure 22.750 specie e 1.530 generi secondo altre fonti (una delle checklist più aggiornata elenca fino a 1.679 generi). La famiglia attualmente (2021) è divisa in 16 sottofamiglie; la sottofamiglia Asteroideae è una di queste e rappresenta l'evoluzione più recente di tutta la famiglia.

### Filogenesi
l gruppo di questa voce è descritto nella tribù Anthemideae, una delle 21 tribù della sottofamiglia Asteroideae). In base alle ultime ricerche nella tribù sono stati individuati (provvisoriamente) 4 principali lignaggi (o cladi): "Southern hemisphere grade", "Asian-southern African grade", "Eurasian grade" e "Mediterranean clade". Il genere  Pseudohandelia (insieme alla sottotribù Handeliinae) è incluso nel clade Asian-southern African grade..
Storicamente nella struttura interna della sottotribù si individuano due gruppi principali: (1) "Handelia Group" e (2) Cancrinia Group; il genere della specie di questa voce fa parte del "Handelia Group". In questo gruppo si individuano alcuni caratteri costanti come gli steli piuttosto spessi e basalmente villosi, un midollo morbido e foglie fortemente sezionate con lobi filiformi.
I caratteri distintivi della specie  Pseudohandelia umbellifera  sono:
- i capolini formano dei densi corimbi o delle pseudo-ombrelle;
- la forma degli acheni è strettamente cilindrica, talvolta sono arcuati;
- il pericarpo è tubercolato.

### Sinonimi
Sono elencati alcuni sinonimi per questa entità:
- Chrysanthemum umbelliferum (Boiss.) Burkill
- Lepidolopsis umbellifera  (Boiss.) Poljakov
- Pyrethrum umbelliferum  (Boiss.) Boiss.
- Tanacetum umbelliferum  Boiss.
- Chrysanthemum floccosum  Kitam.
- Chrysanthemum trichophyllum  (Regel & Schmalh.) Kuntze
- Tanacetum trichophyllum  Regel & Schmalh.